# Ewald Gangolf
Ewald Gangolf (28 april 1961) is een Belgisch Duitstalig politicus voor de regionalistische partij ProDG.

## Biografie
Tussen 1975 en 1981 volgde Gangolf opleidingen tot schrijnwerker en timmerman, waarna hij tot 1993 in de schrijnwerkerij van zijn oom werkte. In dat laatste jaar nam hij de leiding van zijn oom over en werd hij zaakvoerder. Onder zijn leiding werd de onderneming uitgebreid en in 1999 omgevormd tot een besloten vennootschap. In 2019 brandde het bedrijf af, maar Gangolf besloot het niet meer herop te bouwen en zijn schrijnwerkerij te sluiten. Vervolgens werd hij in 2020 bedrijfsleider van het mediabedrijf en en het marketing- en reclamebureau Regio-Medien.
Gangolf was tevens van 1996 tot 2021 voorzitter van de verkeersvereniging van Schönberg en is sinds 2012 voorzitter van de raad van bestuur van het beroepsopleidingscentrum IAWM. 
In 2024 werd hij politiek actief voor ProDG. Voor deze partij zetelt hij sinds de Duitstalige Gemeenschapsverkiezingen van juni 2024 in het Parlement van de Duitstalige Gemeenschap.